# 肯里克·默克
肯里克·默克（英語：Kenrick Monk；1988年1月1日—）是一位澳大利亞游泳運動員。他代表澳大利亞參加了2008年北京奧運會。他也參加世界游泳錦標賽和英聯邦運動會等比賽。